# Feketetorkú császárlégykapó
A feketetorkú császárlégykapó (Monarcha melanopsis) a madarak osztályának verébalakúak rendjébe, és a császárlégykapó-félék családjába tartozó faj.

## Rendszerezése
A fajt Louis Pierre Vieillot francia ornitológus írta le 1818-ban, a Muscicapa nembe Muscicapa melanopsis néven.

## Előfordulása
Ausztrália keleti partvidékén, valamint Indonézia, Új-Zéland és Pápua Új-Guinea területén honos. Természetes élőhelyei a szubtrópusi vagy trópusi síkvidéki esőerdők, mangroveerdők, mocsári erdők, lombhullató erdők, szavannák és cserjések, valamint ültetvények és városi régiók. Vonuló faj.

## Megjelenése
Testhossza 16,5–19 centiméter, testtömege 21–29 gramm.
|  |

## Életmódja
Ízeltlábúakkal, többnyire pókokkal, bogarakkal és legyekkel táplálkozik.

## Szaporodása
Fészke kúpos vagy csésze alakú.

## Természetvédelmi helyzete
Az elterjedési területe nagy, egyedszáma pedig stabil. A Természetvédelmi Világszövetség Vörös listáján nem fenyegetett fajként szerepel.